# Terebripora fischeri
Terebripora fischeri är en mossdjursart som beskrevs av Jullien 1880. Terebripora fischeri ingår i släktet Terebripora och familjen Terebriporidae. Inga underarter finns listade i Catalogue of Life.